# Antonia Diumenjo
Antonia Diumenjo (Villa Nueva, Mendoza, 4 de diciembre de 1905 - Ibíd. 21 de abril de 1986) fue una artista plástica argentina. 

## Biografía
A los 16 años inició su formación musical, años después obtuvo el título de Profesora Superior de Piano y ejerció la docencia desde ese momento. 
Cuando en 1933 se abrió la Academia Provincial de Bellas Artes de Mendoza pudo desarrollar su otra gran vocación y en 1940 figuró entre los egresados de la primera promoción de esa Academia. Allí fue alumna entre otros profesores de Fidel de Lucía y Roberto Azzoni. ¹•² En 1941 formó parte del grupo de plásticos locales que fundaron la Filial Mendoza de la Sociedad Argentina de Artista Plásticos. 
Desde 1949 desempeño actividades como dibujante técnica en la Municipalidad de Guaymallén. En su trabajo se destacó la realización bocetos para Palcos y Carrozas Vendimiales.
Intervino en Salones y Exposiciones colectivas y obtuvo varias distinciones a partir de 1937.³ Durante varios años se mantuvo alejada de la plástica mendocina pero no dejó de trabajar en ningún momento en su atelier de Guaymallén. 4
En 1977 alentada por otros pintores mendocinos realizó su primera exposición individual de 33 óleos en el Museo Municipal de Arte Moderno de Mendoza. En abril de 1980 expuso en el mismo salón 35 oleos. En 1984 expuso 14 pinturas en la Galería de Arte AB de Mendoza. 5. 6. 7. 8 La temática de sus obras fue variada. Sus retratos en lápiz o al óleo son vigorosos y expresivos. Las naturalezas muertas son realistas y coloridas. Una gran sensibilidad impregna las numerosas obras dedicadas a plasmar flores, uno de sus temas predilectos. Además fue una destacada paisajista que pintó tanto a las montañas mendocinas como al Valle de la Luna o los Valles Calchaquíes.
Falleció el 21 de abril de 1986 en su Villa Nueva natal.